# Microhyla nepenthicola
Microhyla nepenthicola  (лат.) — один из видов семейства Microhylidae (микроквакш).
Данный вид был обнаружен Индранейлом Дасом, учёным из малайзийского университета Саравак, и Александером Хаасом из зоологического музея при университете Гамбурга в 2010 году.

## Распространение
В естественных условиях обитает в малайзийской части острова Борнео в лесу в национального парка Kubah, расположенного в штате Саравак. Живут эти лягушки, как правило, в местах, где растет растение сарацения (Nepenthes ampullaria), на листьях которого они откладывают яйца. В Юго-Восточной Азии это один из самых миниатюрных видов лягушки.

## Биологическое описание
Самки этого вида не превышает 16 мм, а самцы не вырастают больше чем до 10—11 мм. Поверхность кожи окрашена в различные оттенки коричневого цвета.
У вида нет устоявшегося названия на русском языке.